# حرائق غابات واشنطن 2018
حرائق غابات واشنطن 2018 بدأ رسميًا في 1 يونيو 2018. تم إعلان حالة الطوارئ على مستوى الولاية من قبل حاكم ولاية واشنطن في 31 يوليو.

## التدريب والاستعداد
بدأ التخطيط على مستوى الولاية لموسم الحرائق على الأقل في يناير 2018. عقد اجتماع سنوي إقليمي في ياكيما في مارس للتحضير لمكافحة حرائق الغابات. دخلت قواعد حريق الصيف حيز التنفيذ على الأراضي المملوكة للدولة في 15 أبريل.
تم تدريب أربعمائة من رجال الإطفاء من 36 منطقة إطفاء و18 وكالة على مكافحة حرائق الغابات في جبال كاسكيد فوق ياكيما في مايو. كان من المقرر إطلاق خطة إستراتيجية للحماية من حرائق وايلد لاند لمدة 20 عامًا في واشنطن قيد التطوير خلال النصف الأول من العام من قبل وزارة الموارد الطبيعية للجمهور في يوليو 2018.
في يونيو تم إطلاق ثلاث طائرات هليكوبتر لمكافحة الحرائق في غرب واشنطن من قبل وزارة الموارد الطبيعية لأول مرة، مدفوعة بموسم حريق منخفض 2017 غرب سلسلة كاسكاديس تلاه شهر جاف في مايو 2018 مما تسبب في وفرة من الوقود الجاف وغيرها.